# Diénochlore
 (janvier 2022).
Si vous disposez d'ouvrages ou d'articles de référence ou si vous connaissez des sites web de qualité traitant du thème abordé ici, merci de compléter l'article en donnant les références utiles à sa vérifiabilité et en les liant à la section « Notes et références ».
Le diénochlore, ou Pentac, est un composé organochloré de formule brute C10Cl10, utilisé principalement comme pesticide.

## Propriétés physico-chimiques
Il s'agit d'un solide jaune, peu soluble dans l'eau. Il se décompose à partir de 250 °C, ou en présence de la lumière du soleil.

## Utilisation
Ce produit est acaricide, commercialisé sous le nom de PENTAC.